# Xenopholis undulatus
Xenopholis undulatus là một loài rắn trong họ Rắn nước. Loài này được Jensen mô tả khoa học đầu tiên năm 1900.